# Fred Potter
Fred Potter (Dudley, Inglaterra; 29 de noviembre de 1940-24 de julio de 2024) fue un futbolista británico que jugó en las posiciones de guardameta y delantero.

## Equipos
| Periodo   | Club                |
| --------- | ------------------- |
| 1957–1960 | Halesowen Town FC   |
| 1960–1962 | Aston Villa FC      |
| 1962–1966 | Doncaster Rovers FC |
| 1966–1971 | Burton Albion FC    |
| 1971–1973 | Hereford United FC  |

## Logros

### Club
- Copa de la Liga de Inglaterra (1): 1960/61
- Tercera División de Inglaterra (1): 1965/66

### Individual
- Futbolista del Año del Hereford United FC en 1972.